# محمد مفلاح
 محمد مفلاح من مواليد 28 ديسمبر1953 في مدينة غليزان هو كاتب وروائي وقاص وباحث جزائري في التاريخ، ونائب سابق في البرلمان الجزائري ممثلا لجبهة التحرير الوطني ويشتغل في الصحافة أيضا يكتب بالعربية ويلقب برائد الرواية التاريخية النقدية .

## سيرته
من مواليد 28 ديسمبر 1953 بولاية غليزان (الجزائر). شرع في نشر مقالاته الأدبية منذ السبعينيات من القرن الماضي بملحق «الشعب الثقافي» الذي كان يشرف عليه الروائي الطاهر وطار، وفي الفترة نفسها ظهرت قصصه القصيرة بالجرائد والمجلات الوطنية ومنها (آمال، والوحدة، والجزائرية، والمجاهد، والنادي الأدبي)، وقد نشر بضعها سنة 1983 في مجموعته القصصية الأولى الموسومة «السائق»
مارس مهنة التعليم منذ سنة 1971 بمدينة غليزان. وفي سنة 1984، تولى مسؤوليات قيادية بالمنظمة النقابية (الاتحاد العام للعمال الجزائريين) إلى غاية عام 1994. كان عضوًا بالأمانة الوطنية لاتحاد الكتّاب الجزائريين من سنة 1998 إلى 2001، وضمن المجلس الوطني بالاتحاد خلال عهدة أخرى. انتخب بالمجلس الشعبي الوطني (البرلمان الجزائري)، عن ولاية غليزان، سنة 1997، ثم أعيد انتخابه سنة 2001. وهو متفرغ للكتابة والبحث، بعد تقاعده سنة 2007. نشر مقالاته الأدبية الأولى منذ سبعينيات القرن الماضي بملحق (الشعب) الثقافي الذي كان يشرف عليه الروائي طاهر وطار، كما كتب أكثر من عشر تمثيليات إذاعية بين أعوام (1973-1978). نشر قصصه الأولى في السبعينيات بالجرائد والمجلات الوطنية إذ جكع بين الرواية والقصة والتاريخ والسياسة والنقابة والتعليم.
نشر مقالاته الأولى بالملحق الثقافي لجريدة الشعب، الذي كان يشرف عليه الروائي الطاهر وطار (1973-1976)، كما نشر قصصه الأولى في بداية السبعينيات من القرن الماضي بالجرائد والمجلات الوطنية ومنها (الوحدة، آمال، الجزائرية، النادي الأدبي لجريدة الجمهورية)، وطبعها سنة 1983 تحت عنوان “السائق”.[1]

## الحركة النقابة
شرع في التدريس منذ سنة 1971 بمدرسة سعيد زموشي (غليزان) ثم بمتوسطة 19 جوان بغليزان، ومارس العمل النقابي منذ 1972
- 1984- 1990: انتخب أمينا عاما للاتحاد الولائي بغليزان، وعضوا المجلس الوطني
- 1990-1994ا: نتخب عضوا بالأمانة الوطنية للاتحاد العام للعمال الجزائريين

## البرلمان
برلماني سابق خلال عهدتين: (عهدة 1997-2002) و (عهدة 2002-2007) وتولى عدة مسؤوليات بالمجلس الشعبي الوطني منها:
- مقرر ثم نائب رئيس المجموعة البرلمانية لحزب جبهة التحرير الوطني
- نائب رئيس لجنة الثقافة والسياحة والاتصال، ونائب رئيس اللجنة القانونية.

## اتحاد الكتاب
انتخب عضوا بالأمانة الوطنية لاتحاد الكتاب الجزائريين (1998-2001)، وأعيد انتخابه عضوا بالمجلس الوطني للاتحاد عام 2001.

## مؤلفاته

### الرواية
- 1983: الإنفجار (مجلة آمال)
- 1986: بيت الحمراء
- 1986 :زمن العشق والأخطار
- 1986 :هموم الزمن الفلاقي (مجلة الوحدة)، [2]
- 1986: الانهيار
- 1988 :خيرة والجبال، [3]
- 2002 :الكافية والوشام
- 2005 :الوساوس الغريبة
- 2007: روايات محمد مفلاح: الأعمال غير الكاملة”،
- 2008:عائلة من فخار
- 2010 : انكسار
- 2011 :شعلة المايدة
- 2012 :هوامش الرحلة الأخيرة
- 2013 : سفاية الموسم
- 2013:همس الرمادي
- 2014:سفر السالكين
- 2016:شبح الكليدوني، [4]

### قصص
- 1983:“السائق” مجموعة قصصية
- 1991: أسرار المدينة مجموعة قصصية

### قصص الأطفال
- 1990:معطف القط مينوش
- 1990:مغامرات النملة كليحة
- 1992: وصية الشيخ مسعود
- 2013 : اللؤلؤة
- 2013: قصص الحيوانات

### التاريخ
- “شهادة نقابي”، 2005
- “سيدي الأزرق بلحاج رائد ثورة 1864م المندلعة بغيلزان”، 2005[5]
- “أعلام من منطقة غليزان”، 2006
- “شعراء الملحون بمنطقة غليزان” (تراجم ونصوص)، 2008
- الطريقة الرحمانية في منطقة غليزان [6]